# Johan Hendrik Weissenbruch

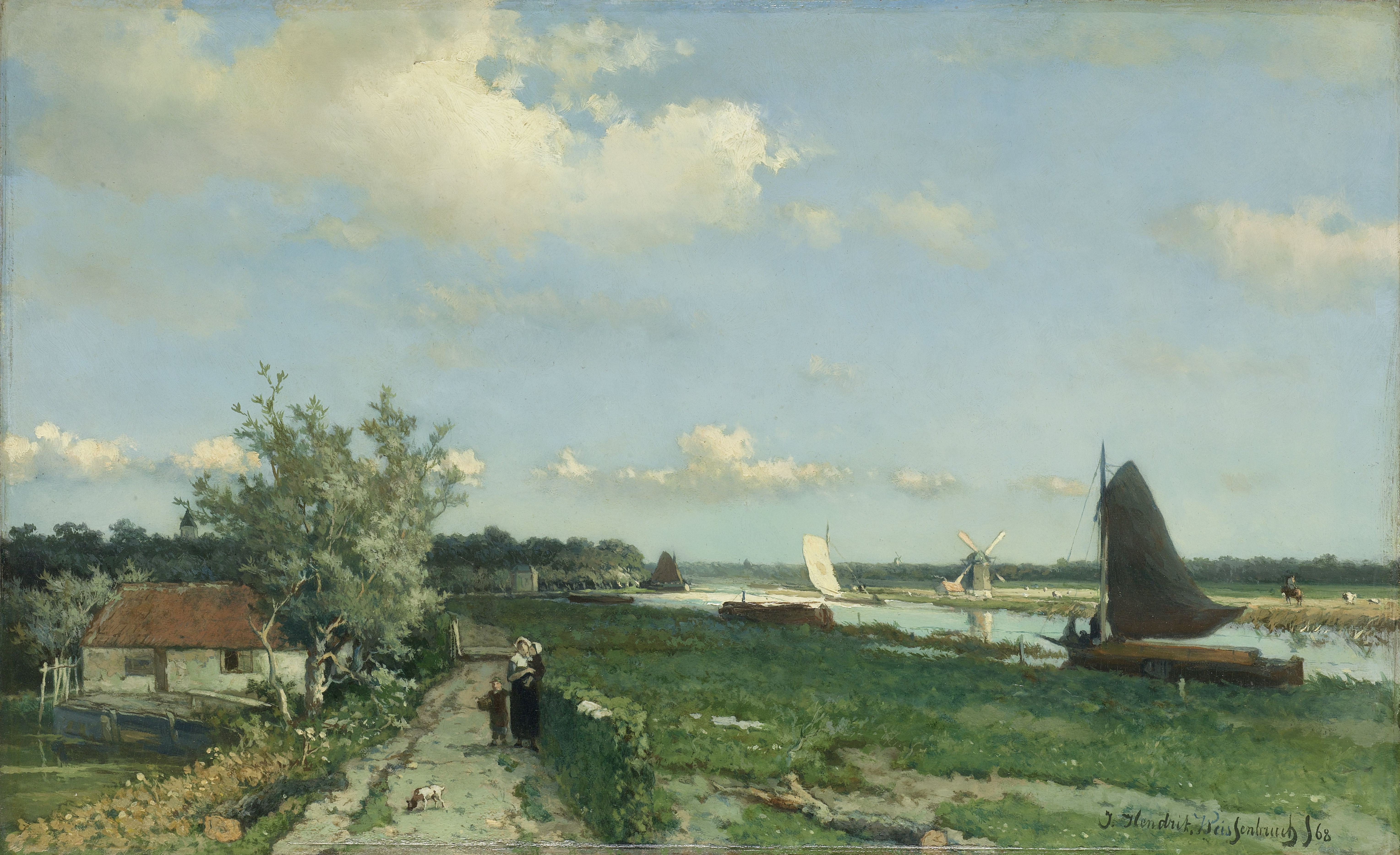
The View at Geestbrug, 1868

Johan Hendrik Weissenbruch (ur. 30 listopada 1824 w Hadze, zm. 14 marca 1903 tamże) – holenderski malarz pejzażysta, reprezentant szkoły haskiej.
W latach 1843–1850 studiował w Akademii w Hadze, od 1847 był zaangażowany w tworzenie stowarzyszenia artystów holenderskich Haga Pulchri Studio.
Malował liryczne, holenderskie krajobrazy z silnie zaakcentowaną partią nieba. Oprócz malarstwa uprawiał litografię, tworzył też akwarele. Najczęściej przedstawiał okolice Schiedam, na jego twórczość wpływ miał francuski malarz, barbizończyk Charles-François Daubigny oraz Holendrzy Jan van Goyen i Jacob van Ruisdael.

## Wybrane prace
- Młyn, Rotterdam,
- Ulica w Rhenen, Amsterdam,
- Wózek na plaży, Haga.